# Aristide Cavallari
Aristide Cavallari (8 de fevereiro de 1849 - 24 de novembro de 1914) foi um cardeal da Igreja Católica Romana que serviu como Patriarca de Veneza.
Aristide Cavallari nasceu em Chioggia, Itália. Ele foi educado no Seminário de Chioggia, onde estudou durante os três anos de teologia. Sua família mudou-se para Veneza , onde continuou seus estudos no Seminário Patriarcal de Veneza.

## Sacerdócio
Foi ordenado sacerdote em 27 de setembro de 1872 pelo cardeal Giuseppe Luigi Trevisanato, então patriarca de Veneza. Depois de sua ordenação, ele fez trabalho pastoral em Veneza e também trabalhou nos escritórios da cúria patriarcal.

## Episcopado
O Papa Pio X, patriarca de Veneza até sua eleição como papa, logo nomeou Cavallari, bispo titular de Filadélfia, e bispo auxiliar de Veneza em 22 de agosto de 1903 e o consagrou no dia seguinte em Roma pelo cardeal Francesco Satolli. Enquanto a busca por um novo Patriarca estava em andamento, Cavallari foi nomeado vigário geral de Veneza em janeiro de 1904. Ele exerceu esses ofícios até ser promovido à sede patriarcal de Veneza em 15 de abril de 1904 para preencher a vaga deixada pela eleição de Pio X.

## Cardinalizado
Ele foi criado e proclamado cardeal-sacerdote de Santa Maria in Cosmedin (diácono elevado pro hac vice ao título) no consistório de 15 de abril de 1907. Ele participou do conclave de 1914 que elegeu o Papa Bento XV. Ele morreu pouco depois disso em novembro de 1914. Seus restos foram transferidos para a Catedral Patriarcal de Veneza em novembro de 1957.